# Nave (Sabugal)
Nave ist eine Gemeinde (Freguesia) im portugiesischen Kreis Sabugal. In ihr leben 230 Einwohner (Stand 19. April 2021).